# Santa Maria Goretti (diaconia)
Santa Maria Goretti (em latim: Sanctæ Mariæ Goretti) é uma diaconia instituída em 18 de fevereiro de 2012, pelo Papa Bento XVI. Sua igreja titular é Santa Maria Goretti (Roma).

## Titulares protetores
- Prosper Grech, O.S.A. (2012-2019)
- Agostino Marchetto (desde 2023)